# El Tahuazal
El Tahuazal är en ort i Mexiko.   Den ligger i kommunen Lázaro Cárdenas och delstaten Michoacán de Ocampo, i den södra delen av landet, 400 km väster om huvudstaden Mexico City. El Tahuazal ligger 739 meter över havet och antalet invånare är 102.
Terrängen runt El Tahuazal är kuperad, och sluttar söderut. Runt El Tahuazal är det ganska tätbefolkat, med 155 invånare per kvadratkilometer. Närmaste större samhälle är Arteaga, 14,2 km norr om El Tahuazal. I omgivningarna runt El Tahuazal växer huvudsakligen savannskog.